# Eliseo Álvarez
Eliseo Álvarez (Salta, 27 luglio 1940 – Montevideo, 1999) è stato un calciatore uruguaiano, di ruolo centrocampista.